# Javier García (cantante)
Javier García (Madrid, 24 settembre 1974) è un cantante spagnolo.

## Biografia
Nato da padre cubano e madre irlandese, ha vissuto in Spagna dalla nascita fino all'età di tredici anni, quando si è trasferito in Irlanda, per poi stabilirsi definitivamente due anni dopo a Miami, dove ha fatto le sue prime esperienze in ambito musicale.
Dopo un primo esperimento musicale formando un gruppo con Jorge Moreno, successivamente vincitore di un Latin Grammy come miglior nuovo artista nel 2002, debutta come artista solista pubblicando nel 1997 il suo primo album, per l'etichetta discografica Fonovisa, l'eponimo Javier García, dal quale sono stati estratti singoli di successo come A casa e Tranquila, brano che con cui nel 2002 ha inoltre partecipato, in Italia, al Festivalbar. L'anno successivo, nel 1998, è stato pubblicato un album di remix intitolato appunto Remix, uscito sempre per la Fonovisa.
Nel 2001, inoltre, l'etichetta spagnola Vale Music ha pubblicato una raccolta, anche questa intitolata Javier García.
Si è assentato dalle scene musicali per alcuni anni, fino al 2005, quando ha pubblicato il secondo album di inediti, 13, per la Universal Music Latino. Alla produzione di quest'album, considerato un mix di generi come salsa, reggae e funk, ha collaborato Gustavo Santaolalla, già produttore di Julieta Venegas, Juanes e Café Tacuba.

## Discografia

### Album
- 1997 - Javier García
- 2005 - 13

#### Raccolte
- 1998 - Remix
- 2001 - Javier García